# Peso messicano
Il peso è la moneta ufficiale del Messico. Il peso è stata la prima moneta al mondo a utilizzare il simbolo "$", prima ancora del dollaro statunitense.
Il simbolo del peso messicano è: $, oppure Mex$ per distinguerlo dal dollaro statunitense. Il codice ISO 4217 è MXN; prima della rivalutazione del 1993 era usato il codice "MXP". Il peso è suddiviso in 100 centavos, rappresentate dal simbolo ¢. Il termine peso deriva dalla corrispondente parola spagnola peso (con lo stesso significato italiano).

## Storia

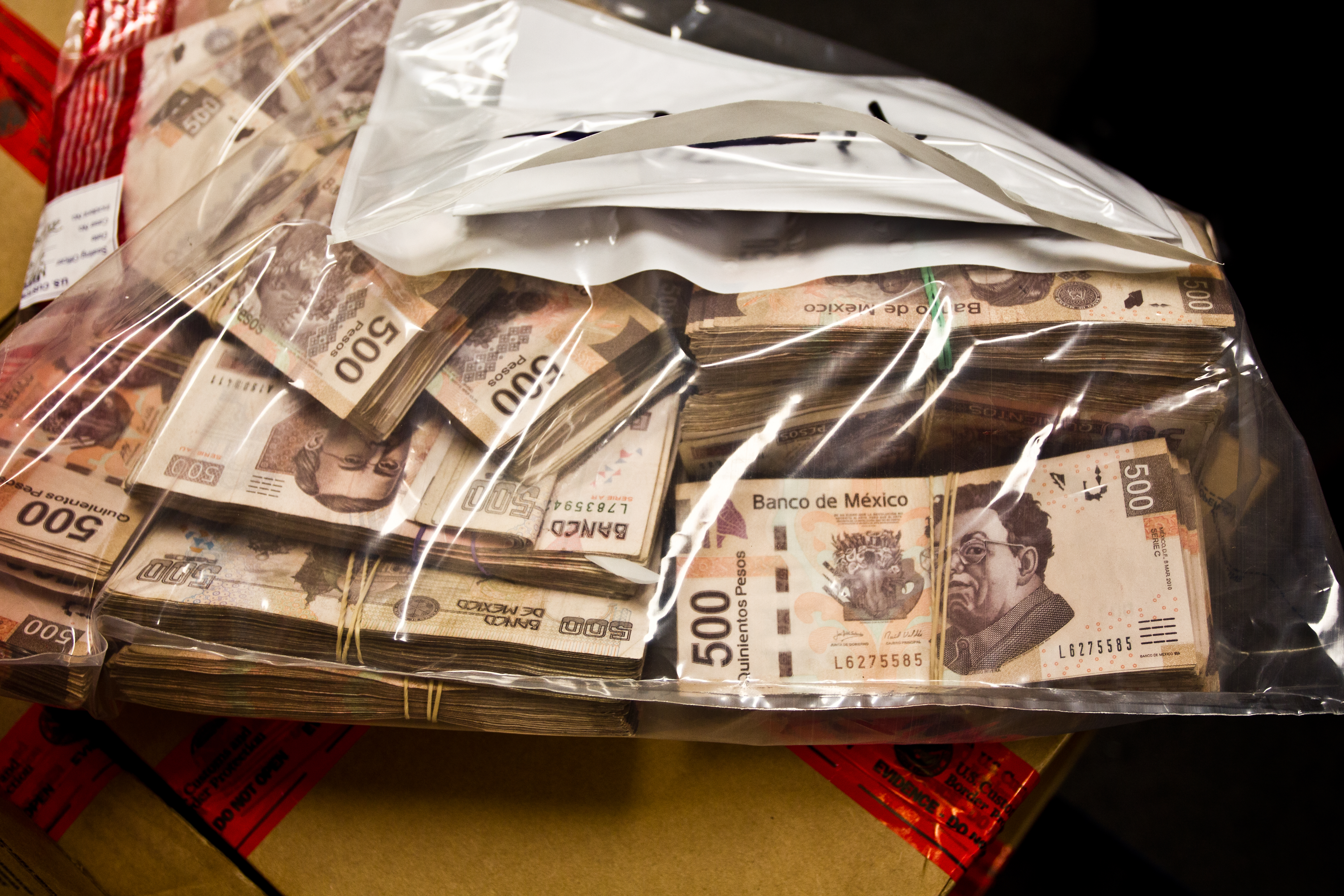
Banconote da 500 pesos serie F del 2010, con Diego Rivera, tutt'ora reperibili

Nel 1535 venne fondata la Casa de Moneda de México, ovvero la Zecca Messicana. La moneta coniata, chiamata Real de a 8 o peso duro, conteneva 27,5 grammi, (1 oncia), d'argento, con un livello di purezza superiore a 900 millesimi, mantenendo la qualità grossolana dei primi anni. Quando iniziarono le varie guerre per l'indipendenza delle Americhe, anche gli eserciti indipendentisti coniarono le proprie monete. José María Morelos coniò monete di rame a causa della scarsità di argento che si verificò durante le rivolte. Queste monete erano promesse di pagamento alla fine dell'indipendenza, vale a dire che sarebbero state scambiate con monete d'argento una volta raggiunta l'indipendenza dalla Spagna. Dopo l'indipendenza del Messico, le autorità del Paese mantennero per molti anni il sistema monetario spagnolo, coniando "Reales" ed "Escudos Messicani". Nel 1860 venne introdotto il sistema decimale, con la creazione di una nuova unità monetaria, il peso, suddiviso in 100 centavos. Il decreto fu emanato nel 1861 dal governo di Benito Juárez, ma entrò in vigore solo nel 1864, con l'avvento del Secondo Impero messicano, che coniò le prime monete denominate in pesos e centavos. Dal 1535, le monete messicane sono coniate dalla Zecca Messicana. Nel 1925 venne creato il Banco de México, che dal 1969 iniziò ad emettere la moneta cartacea, oltre alle già circolanti monete. Negli anni '80, l'inflazione fece aumentare i prezzi dei beni, rendendo necessaria l'emissione di banconote di valore sempre più elevato, che in seguito si rivelarono un riflesso irrealistico e non fedele delle reali riserve di argento e oro del Paese. Per questo motivo, con decreto pubblicato il 22 giugno 1992 nel Diario Oficial de la Federación, il 1° gennaio 1993 è entrata in vigore una nuova unità monetaria per gli Stati Uniti Messicani, denominata "nuovo peso", che ha eliminato 3 zeri da quella precedente, cosicché 1.000 pesos del 1980 equivalgono a 1 nuovo peso (N$) dal gennaio 1993. Dal 1993 al 1996, i pesos e i nuovi pesos vennero utilizzati in modo intercambiabile, fino al completo ritiro dei vecchi pesos.

## Monete
Queste sono le monete attualmente in circolazione, a marzo 2025, i centesimi sono contrassegnati dal simbolo: ¢, mentre le altre monete dal simbolo: $, (serie C e D emesse dal 1996).
| Valore | Descrizione disegno fronte                                                                               | Descrizione disegno retro                      | Anno emissione |
| --- | --- | ---------------------------------------------- | -------------- |
| 10¢ | Parte dell'immagine stilizzata dell'"Anello del Sacrificio della Pietra del Sole".                       | Uguale per tutte le monete: Stemma del Messico | 2009           |
| 20¢ | Parte dell'Immagine stilizzata del "Tredicesimo Giorno del Sole Acatl".                                  | Uguale per tutte le monete: Stemma del Messico | 2009           |
| 50¢ | Parte dell'immagine stilizzata dell'"Anello dell'Accettazione della Pietra del Sole".                    | Uguale per tutte le monete: Stemma del Messico | 2009           |
| 1$ | Parte dell'immagine stilizzata dell'"Anello di Splendore della Pietra del Sole".                         | Uguale per tutte le monete: Stemma del Messico | 1996           |
| 2$ | Parte dell'immagine stilizzata dell'"Anello dei Giorni della Pietra del Sole".                           | Uguale per tutte le monete: Stemma del Messico | 1996           |
| 5$ | Parte dell'immagine stilizzata dell'"Anello dei Serpenti della Pietra del Sole".                         | Uguale per tutte le monete: Stemma del Messico | 1996           |
| 10$ | Immagine stilizzata del Cerchio della Pietra del Sole che rappresenta Tonatiuh con la maschera di fuoco. | Uguale per tutte le monete: Stemma del Messico | 1997           |
| 20$ | Volto di Octavio Paz, poeta e diplomatico Messicano                                                      | Uguale per tutte le monete: Stemma del Messico | 2000           |
| Sono descritte solo le monete di uso comune, non sono descritte quelle speciali o commemorative, alcune delle quali emesse al solo scopo collezionistico, le monete da 10¢ e 20¢, anche se ancora in corso legale, sono ormai poco utilizzate, dato che i commercianti arrotondano i prezzi ai 50¢, a meno che il pagamento venga effettuato con carta di credito/debito. | |                                                |                |

## Banconote
Queste sono le banconote attualmente in circolazione, a marzo 2025, (serie G emesse dal marzo 2018):
| Valore | Colori principali | Descrizione disegno fronte                                      | Descrizione disegno retro                                                       | Anno emissione |
| --- | ----------------- | --------------------------------------------------------------- | ------------------------------------------------------------------------------- | -------------- |
| 20$ | Rosso e verde     | Bicentenario dell'indipendenza messicana                        | Ecosistema di mangrovie della Riserva della Biosfera di Sian Ka'an.             | 2021           |
| 50$ | Viola e grigio    | Messico preispanico, fondazione di Tenochtitlan                 | Ecosistemi ripariali e lacustri con l'axolotl e zona di Xochimilco.             | 2021           |
| 100$ | Rosso             | Volto di Sor Juana Inés de la Cruz                              | Ecosistemi forestali temperati Biosfera della farfalla e la farfalla monarca.   | 2020           |
| 200$ | Verde             | Volti di Miguel Hidalgo y Costilla e José María Morelos y Pavón | Ecosistemi desertici Riserva della Biosfera El Pinacate e Deserto dell'Altar.   | 2021           |
| 500$ | Azzurro           | Volto di Benito Juárez presidente del Messico                   | Ecosistemi costieri, marini e insulari Riserva della Biosfera di El Vizcaíno    | 2018           |
| 1000$ | Grigio e giallo   | Volti di Francisco I. Madero, Hermila Galindo e Carmen Serdán   | Ecosistemi tropicali foresta umida, giaguaro e Riserva della Biosfera Calakmul. | 2020           |
| 2000$ | Giallo (?)        | Volti di Octavio Paz e Rosario Castellanos (?)                  | Ecosistemi forestali secchi, pipistrello messicano dal naso lungo. (?)          | In progetto    |
| Sono descritte solo le banconote di uso comune, non sono descritte quelle speciali o commemorative, alcune delle quali emesse al solo scopo collezionistico, la banconota da 2000$ è in progetto e non ne è stata ancora diffusa un'immagine ufficiale, né si sa quando e se effettivamente verrà messa in circolazione. |                   |                                                                 |                                                                                 |                |

## Altre risorse
Banco de México